# Pigen i overall
Pigen i overall er en amerikansk stumfilm fra 1919 af William Desmond Taylor.

## Medvirkende
- Mary Pickford - Mary MacTavish
- Douglas MacLean - Jim Gleason
- Spottiswoode Aitken - Angus MacTavish
- Robert Gordon - Willie Carleton
- Winter Hall - John Brent
- Marcia Manon- Marion Fisher
- Victor Potel - Sam
- Vin Moore - Luella Butterfield
- Clarence Geldart - David Grayson
- William Hutchinson - Lemuel Butterfield